# Little Brampton
Little Brampton – przysiółek w Anglii, w Shropshire, w dystrykcie (unitary authority) Shropshire. Leży 9 km od miasta Bishop’s Castle. W latach 1870–1872 miejscowość liczyła 44 mieszkańców.